# Paul-Henri Spaakgebouw

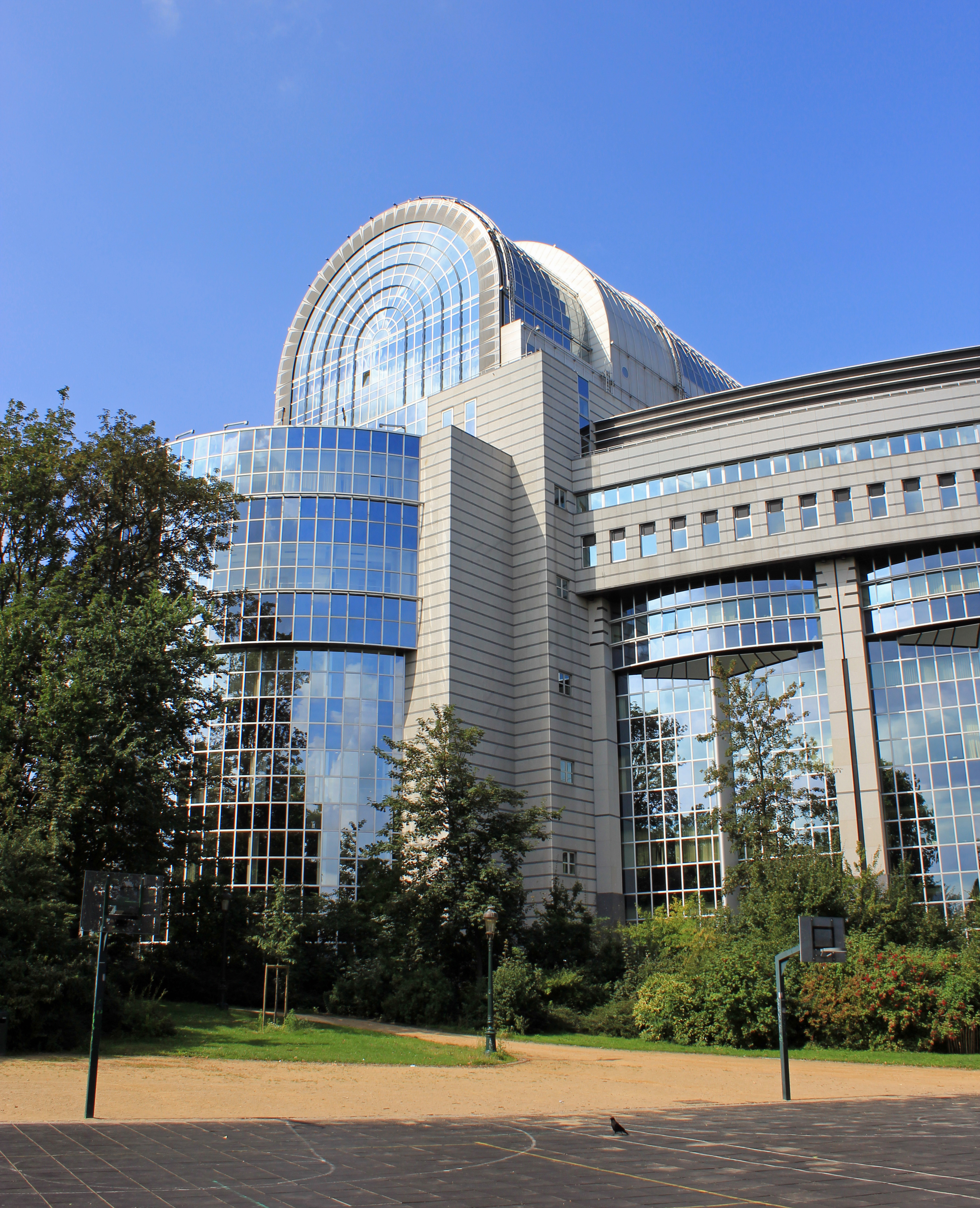
Het Paul-Henri Spaakgebouw

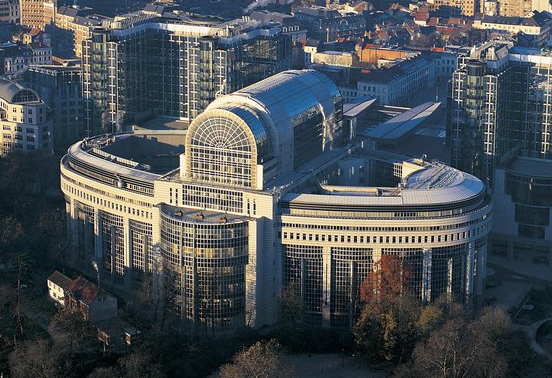
Het Paul-Henri Spaakgebouw

Het Paul Henri Spaakgebouw (PHS) is een gebouw van het Europees Parlement aan het Leopoldpark in de Leopoldruimte in Brussel. 
Het gebouw werd voltooid door een in het jaar 1987 opgezette samenwerking tussen de Generale Maatschappij en BACOB. De bouw van het nieuwe project gebeurde op de plaats van een oude brouwerij en rangeerstation. Het station Brussel-Luxemburg werd overdekt om een voetgangerszone te kunnen aanleggen.In 1988 werd begonnen met de bouw van het parlementair halfrond, in 1989 met de noordervleugel en in 1992 met de zuidvleugel (op de plaats van de voormalige Leopoldbrouwerij). In 2003 werd het halfrond uitgebreid gerenoveerd (meer zitjes en meer tolkcabines) voor de uitbreiding van de Europese Unie. Naast het halfrond bevinden zich in het Spaakgebouw ook de persruimte, vergaderzalen (met tolkcabines) en kantoren van de parlementsvoorzitter en -personeel. Het opvallendste kenmerk van het gebouw is de halve koepel in glas, die het de bijnaam Caprice des Dieux opleverde (het gebouw heeft min of meer de vorm van het doosje van de gelijknamige kaassoort). 
Het gebouw werd vernoemd naar de eerste parlementsvoorzitter, de Belg Paul-Henri Spaak. Via de glazen Kostas Karamanlis-brug is het gebouw verbonden met het Altiero Spinelligebouw. 